# Trjapitzinellus
Trjapitzinellus is een geslacht van vliesvleugeligen uit de familie Encyrtidae. De wetenschappelijke naam van dit geslacht is voor het eerst geldig gepubliceerd in 1967 door Viggiani.

## Soorten
Het geslacht Trjapitzinellus omvat de volgende soorten:
- Trjapitzinellus arboricola Myartseva, 1980
- Trjapitzinellus lambeiensis Myartseva, 1980
- Trjapitzinellus microrphanos Gordh, 1973
- Trjapitzinellus nigricornis Hoffer, 1976
- Trjapitzinellus obscurus (Mercet, 1921)
- Trjapitzinellus semidaliphagus Viggiani, 1967